# Свети Атанасий (Беранци)
Вижте пояснителната страница за други значения на Свети Атанасий.
„Свети Атанасий“ (на македонска литературна норма: „Свети Атанасиј“) е църква в битолското село Беранци, част от Преспанско-Пелагонийската епархия на Македонската православна църква – Охридска архиепископия. Църквата се намира в югозападния край на селото, от дясната страна на пътя, който води към Беранешкия манастир.
Църквата се строи от 1849 година, но е завършена през 1868 година. По време на Първата световна война е цялостно разрушена, но е възстановена през 1924 година и реставрирана през 1988 година.
В архитектурен план църквата е правоъгълна с апсида от източната страна. Главният вход е от запад с фреска над входа на Атанасий Александрийски. Църквата има камбанария, прилежащи селски гробища и Българско военно гробище.

## Галерия
- Южната страна
- Южната и източната страна
- Западната страна
- Главния вход
- Страничния вход
- Апсидата
- Камбанарията
- Помощна сграда
- Паметника на българските гробища
- Селските гробища